# Isn’t It a Pity
«Isn’t It a Pity» — песня Джорджа Харрисона из альбома All Things Must Pass. Песня была записана битлами во время работы над альбомом The Beatles, но на альбом так и не попала. 23 ноября 1970 года песня вышла в США на стороне «Б» сингла «My Sweet Lord».
В альбом All Things Must Pass вошли две различные версии песни. Первая версия (7:10) была более чем на две минуты длиннее второй (4:47). Песня имеет мелодию в стиле фолка, похожую на другую песню с того же альбома, «Ballad of Sir Frankie Crisp (Let It Roll)» и напоминающую баллады Боба Дилана того периода. В тексте песни нашла отражение тема кармы, красной нитью проходящая практически через весь альбом All Things Must Pass. Первая версия песни вошла в сборник Let It Roll: Songs by George Harrison. Демоверсия песни, записанная во время сессий The Beatles Get Back/Let It Be в январе 1969 года, доступна в эксклюзивном издании Let It Roll на iTunes Store. Концертная версия песни в 1992 году вошла на альбом Live in Japan.
«Isn’t It a Pity» и «My Sweet Lord» достигли вершины чарта Billboard Hot 100, а также в чартах Канады.
Кавер-версии «Isn’t It a Pity» записали такие исполнители и музыкальные коллективы, как Эрик Клэптон, Билли Престон, Педро Азнар, Джэй Беннетт, Cowboy Junkies, Питер Дрейк, 18th Dye, Galaxie 500, Нина Симон, Television Personalities, Ники Томас, Nils Landgren, The Three Degrees и Эллиотт Смит.